# الاتجار بالجنس في الولايات المتحدة

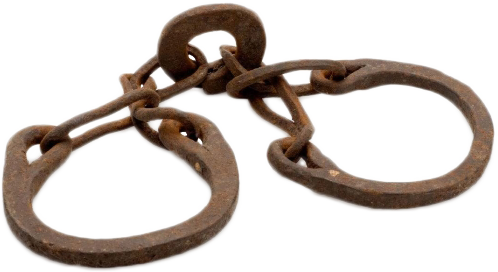

يعتبر الإتجار بالجنس في الولايات المتحدة الأمريكية نوعًا من أنواع الاتجار بالبشر، والذي يتضمن الاسترقاق الإنجابي أو الاستغلال الجنسي التجاري. كما يضم الاتجار بالجنس نقل الأشخاص بوسائل قسرية أو من خلال الخداع والاستغلال أو بكليهما معًا.  غالبًا ما ترتبط الحالات الشبيهة بالاسترقاق بمنظمات إجرامية منظمة. وقد أصبح بيع الفتيات للاستعباد الجنسي أحد أسرع الأعمال الإجرامية نُمُوًّا في الاقتصاد العالمي.
وتشير منظمة الأمم المتحدة أن أربعة ملايين شخص سَنَوِيًّا يتم الاتجار بهم قسرًا للعمل من أعمال الاستعباد. وأن نصف الضحايا في البلدان منخفضة الدخل هم من الأطفال، وأن معظمهم يتم الاتجار بهم للعمل القسري.
وقال الأمين العام للأمم المتحدة إن "المجرمين في كل مكان يستخدمون التكنولوجيا للعثور على الأشخاص الذين يوجدون في حالة ضعف والتحكم فيهم واستغلالهم"، مضيفا أنه "يتم استغلال الأطفال بشكل متزايد من خلال المنصات الإلكترونية لأغراض الاستغلال الجنسي والزواج القسري وغير ذلك من أشكال الانتهاك.
وتركز الإجراءات ضد الاتجار بالنساء على وضع تشريع وعقوبات جنائية شديدة وتحسين تعاون الشرطة الدولية، وثمة حملات إعلامية عدة والتي تسعى من خلالها إلى توعية العامة وصانعي السياسة وضحايا محتملين، في حين أنه في عدد من البلدان، حيث لا تزال الإجراءات القانونية ضد الاتجار تخطو خطواتها الأولى، فتعد تلك الحملات الإعلامية مهمة في إنهاء الاتجار.

## تاريخ
كانت أعداد المستعمرين القدماء بأمريكا كبيرة واضطر بعض الرجال في استعمال القوة لجلب النساء المتزوجات، وكان يتم أسر نساء من أصول أمريكية أصلية لكي يتم الاتجار بهن وبيعهن واتخاذهن كزوجات، وكان يتم إجبار نساء أوروبا الفقيرات للهجرة قسرًا للولايات المتحدة ليصبحن زوجات للمستعمرين، وكان يتم اغتصاب العبيد الأمريكيات من أصول أفريقية أو يتم إجبارهن معاشرة عبيد آخرين، فالعديد من نساء الرق (المعروفات باسم بائعات الهوى) يتم بيعهن في مزاد بداعي التسرية أو الدعارة وكان يطلق على هذا المزاد «تجارة الهوى».
وبحلول القرن التاسع عشر وضعت أغلبية المدن الأمريكية حدود قانونية محمية من مناطق الدعارة، فقد أدى التمدن المتزايد ودخول الفتيات إلى القوى العاملة سهولة كبيرة في عمل المغازلة بدون إشراف، وذلك في إطار اجتماعي متغير بأن الخوف من «الاستعباد البيض» قد بدأ، وقد استخدم مصطلح «الاستعباد البيض» كإشارة إلى نساء الأمريكيات البيض القادمات من أصول إنجليزية اللاتي دخلن عالم الدعارة.

## الوضع الحالي
ذكرت صحيفة سان فرانسيسكو كرونيكل في عام 2006 أنه في القرن الحادي والعشرين، يتم الاتجار بالنساء، ومعظمهن من أمريكا الجنوبية وجنوب شرق آسيا والاتحاد السوفيتي السابق، إلى الولايات المتحدة لأغراض العبودية الجنسية. ذكرت قصة نشرتها قناة ABC News عام 2006 أنه، على عكس المفاهيم الخاطئة الموجودة، قد يتم أيضًا إجبار المواطنين الأمريكيين على العبودية الجنسية.
في عام 2001، قدرت وزارة الخارجية الأمريكية أنه يتم تهريب ما بين 50.000 إلى 100.000 امرأة وفتاة كل عام إلى الولايات المتحدة. في عام 2003، قدر تقرير وزارة الخارجية أنه تم تهريب ما بين 18.000 إلى 20.000 فرد إلى الولايات المتحدة إما للعمل القسري أو الاستغلال الجنسي. وقدر تقرير يونيو/حزيران 2004 إجمالي المتاجرة بهم سنوياً بما يتراوح بين 14.500 و17.500. وشكلت إدارة بوش 42 فريق عمل تابع لوزارة العدل وأنفقت أكثر من 150 مليون دولار على محاولات الحد من الاتجار بالبشر. ومع ذلك، خلال السنوات السبع التي تلت إقرار القانون، حددت الإدارة فقط 1362 ضحية للاتجار بالبشر تم جلبهم إلى الولايات المتحدة منذ عام 2000، وهو رقم لا يقترب من 50 ألفًا أو أكثر سنويًا حسب تقديرات الحكومة.
وفقًا لتقرير أجرته جامعة بنسلفانيا، قد يتعرض ما يتراوح بين 100 ألف إلى 300 ألف طفل أمريكي في أي وقت لخطر الاستغلال بسبب عوامل مثل تعاطي المخدرات أو التشرد أو عوامل أخرى مرتبطة بزيادة خطر الاستغلال الجنسي التجاري. . ومع ذلك، أكد التقرير أن "الأرقام المعروضة في هذه الأدلة لا تعكس العدد الفعلي لحالات الاستغلال الجنسي التجاري للأطفال في الولايات المتحدة، بل تعكس ما نقدره بأنه عدد الأطفال "المعرضين لخطر" الاستغلال الجنسي التجاري". استغلال." وأشار ريتشارد ج. إستس، أحد مؤلفي التقرير، إلى أن التقرير يستند إلى بيانات عمرها 25 عاماً، وأنه قديم لأن عالم التسعينيات "كان مختلفاً تماماً عن العالم الذي نعيش فيه اليوم". يقول تقرير من جامعة نيو هامبشاير أن 1700 طفل فقط أبلغوا عن تورطهم في الدعارة. وقال ديفيد فينكلهور، أحد مؤلفي هذا التقرير: "بالنظر إلى انخفاض معدلات الهروب، فلن أضع أي اعتبار لهذه الأرقام كمؤشرات على ما يحدث اليوم". قد يتعرض الأشخاص ذوو البشرة الملونة أيضًا لمخاطر عالية للاتجار بالجنس بسبب نقص الوثائق والخوف وعدم الثقة وما إلى ذلك. وغالبًا ما يواجهون صعوبات في الاتصال بالسلطات أو غيرها للحصول على الدعم بسبب عدم القدرة على فهم اللغة أو قوانين المنطقة.